# SN 2003ef
SN 2003ef – supernowa typu II odkryta 11 maja 2003 roku w galaktyce NGC 4708. W momencie odkrycia miała maksymalną jasność 16,30m.